# Apéga (Sparte)
Pour les articles homonymes, voir Apéga.
Apéga (en grec : Ἀπῆγα) (fl. IIIe – IIe siècles av. J.-C.) est une reine de Sparte, épouse de Nabis, née à Argos.

## Famille
Elle est la fille d'Aristippe II, tyran d'Argos en 240 av. J.-C., la petite-fille d'Aristomache, tyran d'Argos en 255 av. J.-C., et la nièce d'Aristomachos. Son frère, Pythagoras, épouse sa fille qu'elle a eu avec Nabis.

## Biographie
Les sources antiques la décrive comme étant aussi tyrannique que son époux, agissant dans les faits comme son co-tyran.
L'historien grec Polybe (auteur des Histoires) décrit Apéga gouvernant Sparte comme une reine hellénistique, telle que Cléopâtre ou Arsinoé, parce qu'elle « recevait des hommes à la cour avec son époux ». Polybe mentionne également qu'elle connaissait l'art de déshonorer les hommes en humiliant les femmes appartenant à leur famille. Nabis et Apéga apportent souffrance et violence à leurs sujets en volant leurs fortunes et objets précieux. L'historien romain Tite-Live écrit qu'elle agit comme la main droite de Nabis en pillant les villes. Après avoir décrit les actions de Nabis à Argos, l'historien mentionne que « Nabis [...] envoya son épouse exercer les mêmes spoliations sur les femmes d’Argos ».
L'un des célèbres instruments de torture de Nabis, l'Apega de Nabis, a été modelé d'après elle.